# Savantvadi

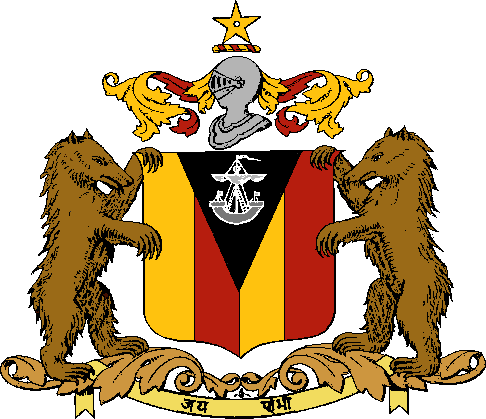
Blason de Savantvadi.

Savantvadi (ou Savantwadi) est un ancien État princier des Indes, dirigé par des souverains qui portaient le titre de "radjah". Cette principauté subsista jusqu'en 1948 puis fut intégrée dans l'État du Maharashtra.

## Liste des radjahs de Savantvadi de 1755 à 1948
- 1627-1640 Khem Savant Bhonsle Ier
- 1640-1641 Som Savant Bhonsle
- 1641-1665 Lakhman Savant Bhonsle
- 1665-1675 Phond Savant Bhonsle Ier
- 1675-1709 Khem Savant Bhonsle II
- 1709-1738 Phond Savant Bhonsle II
- 1738-1755 Ramachandra Savant Bhonsle Ier
- 1755-1803 Khem Savant III (1749-1803)
- 1805-1807 Ramachandra Savant II (+1807)
- 1807-1808 Phond Savant III (+1808)
- 1808-1812 Phond Savant IV (+1812)
- 1812-1867 Khem Savant IV (1804-1867)
- 1867-1869 Phond Savant V (1828-1869)
- 1869-1899 Raghunath Savant IV (1862-1899)
- 1899-1913 Shiram Savant (1871-1913)
- 1913-1937 Khem Savant V (1897-1937)
- 1937-1948 Shivram Savant (1927-1995)